# 得將地區
得將地區（：／ Tŭkjang jigu */?）是朝鮮民主主義人民共和國平安南道東部已撤销的一個郡級地區。為煤礦地區，附近有大同江流過。2008年人口50,033人。下分4勞動者區。

## 歷史
1995年自北倉郡析出而設立，設4勞動者區。2000年撤銷並併回北倉郡。2008年再復設之。2018年再撤销。